# Sochocin (gmina)
Sochocin (do 1870 gmina Smardzewo) – gmina miejsko-wiejska w województwie mazowieckim, w powiecie płońskim. W latach 1975–1998 gmina położona była w województwie ciechanowskim.
Siedzibą gminy jest miasto Sochocin.
Nadanie praw miejskich Sochocinowi 1 stycznia 2021 zmieniło typ gminy z wiejskiej na miejsko-wiejską.
Według danych z 30 czerwca 2004 gminę zamieszkiwało 5766 osób.

## Struktura powierzchni
Według danych z roku 2002 gmina Sochocin ma obszar 119,67 km², w tym:
- użytki rolne: 67%
- użytki leśne: 27%

Gmina stanowi 8,65% powierzchni powiatu.

## Demografia

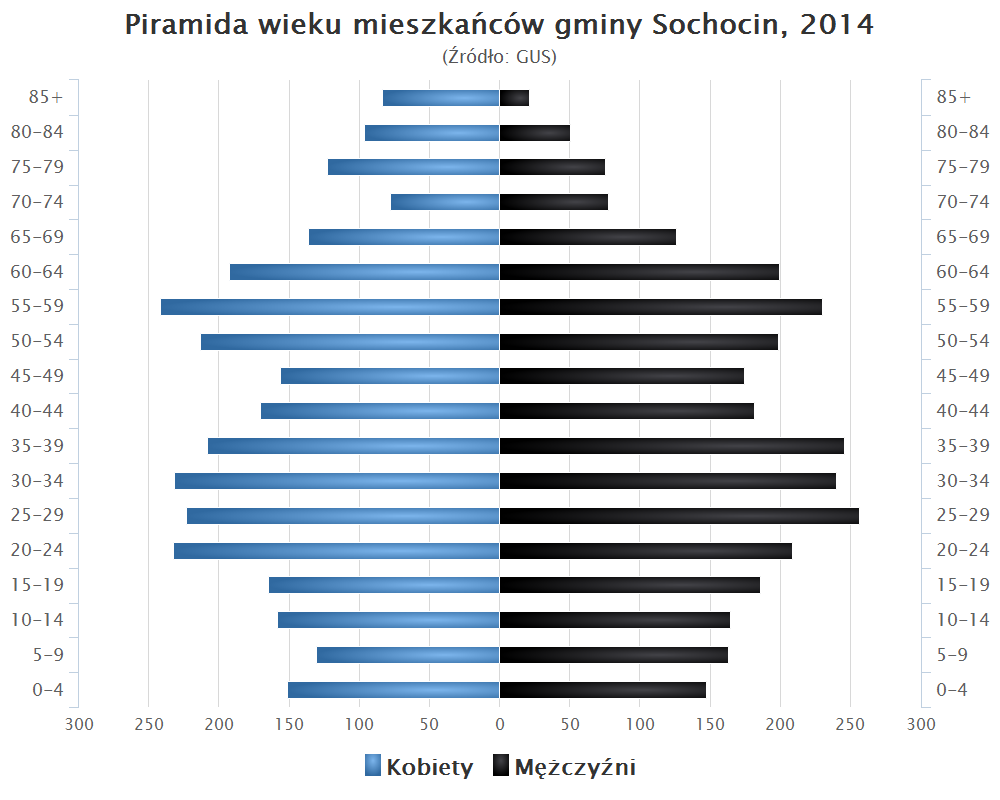
Piramida wieku mieszkańców gminy Sochocin w 2014 roku

Dane z 30 czerwca 2004:
| Opis                              | Ogółem | Ogółem | Kobiety | Kobiety | Mężczyźni | Mężczyźni |
| --------------------------------- | ------ | ------ | ------- | ------- | --------- | --------- |
| jednostka                         | osób   | %      | osób    | %       | osób      | %         |
| populacja                         | 5766   | 100    | 2901    | 50,3    | 2865      | 49,7      |
| gęstość zaludnienia (mieszk./km²) | 48,2   | 48,2   | 24,2    | 24,2    | 23,9      | 23,9      |

## Sołectwa
Baraki, Biele, Bolęcin, Budy Gutarzewskie, Ciemniewo, Drożdżyn, Gromadzyn, Gutarzewo, Idzikowice, Jędrzejewo, Kępa, Koliszewo, Kołoząb, Kondrajec, Kolonia Sochocin, Kuchary Królewskie, Kuchary Żydowskie, Milewo, Niewikla, Podsmardzewo,  Pruszkowo, Rzy, Smardzewo, Sochocin, Ślepowrony, Wycinki, Wierzbówiec, Żelechy.

## Sąsiednie gminy
Baboszewo, Glinojeck, Joniec, Nowe Miasto, Ojrzeń, Płońsk, Sońsk